# Regione di ghiaccio blu

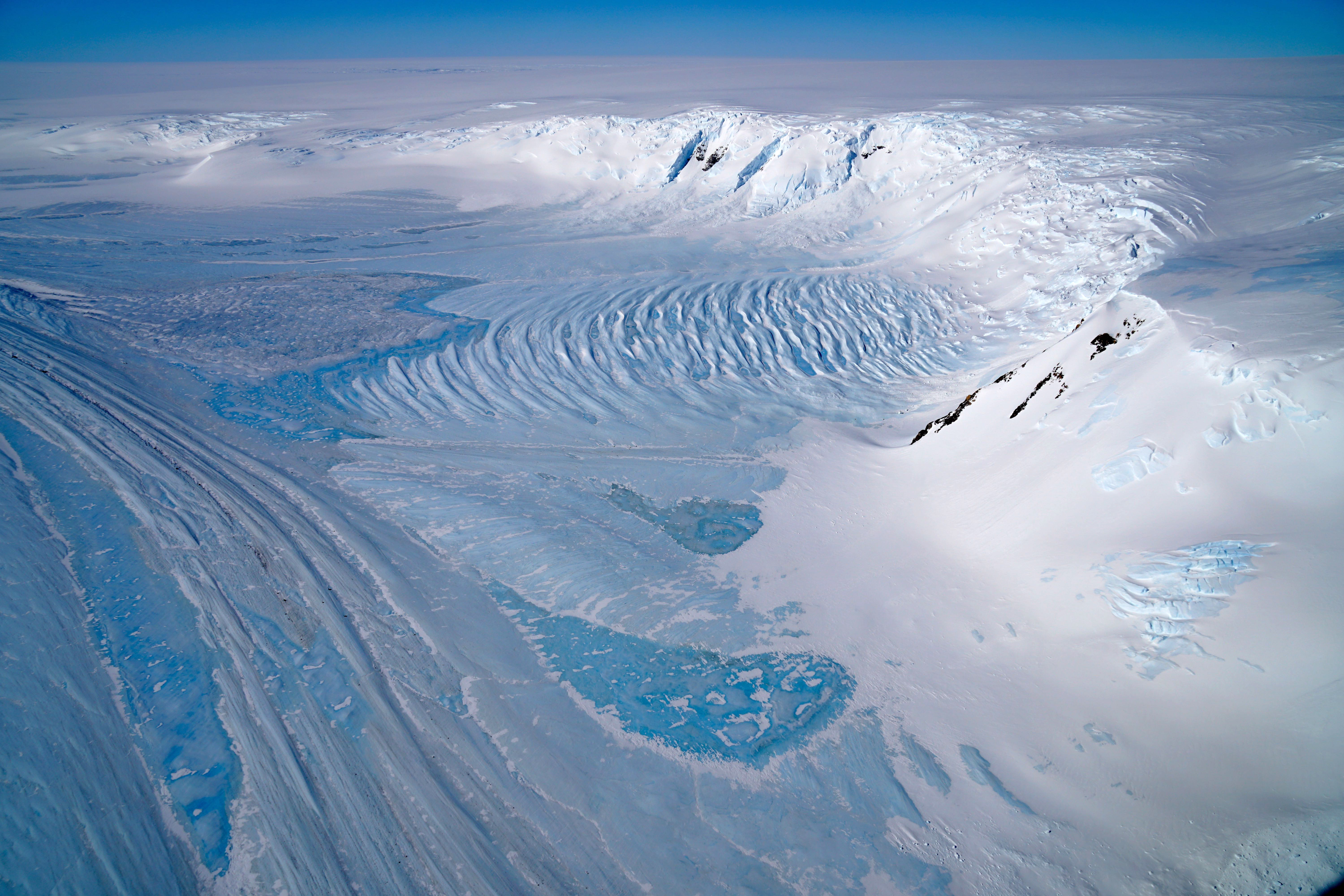
Una regione di ghiaccio blu in prossimità dei Monti Transartici. Nella fotografia la regione appare al centro e di tonalità azzurra. Le aree di blu più intenso sono invece pozze di acque di scioglimento ricongelatesi.

Una regione di ghiaccio blu è un’area dell’Antartide in cui il bilancio annuo netto tra apporto nevoso e sublimazione e asportazione a opera del vento risulta negativo, pur in assenza di scioglimento, portando all’esposizione del substrato ghiacciato della calotta che ha una caratteristica colorazione blu che contrasta con la più comune superficie bianca tipica del continente antartico. Queste aree si formano prevalentemente in prossimità dei sollevamenti orografici, tipicamente catene montuose, che, creando ostacoli allo scorrimento del ghiaccio al suolo e delle masse d’aria nella troposfera, danno luogo a microclimi locali favorevoli al menzionato bilancio negativo di apporto nevoso.
Complessivamente queste aree costituiscono circa l’1% del totale della superficie continentale, hanno tuttavia attirato un particolare interesse scientifico per l’elevato numero di meteoriti rinvenuti in tali regioni. Si tratta sia di meteoriti caduti nella zona sia di meteoriti caduti altrove e riaffiorati dopo essere stati trasportati dallo scorrimento dei ghiacci che costituiscono la calotta. Inoltre in queste zone risultano facilmente accessibili ghiacci la cui formazione risale fino a 2,7 milioni di anni fa. Non da ultimo sono zone privilegiate per la costruzione di piste di atterraggio per gli aerei.

## Aspetto
Le regioni di ghiaccio blu hanno generalmente una superficie liscia e sovente ondulata, una colorazione, per l’appunto, blu e una ridotta presenza di bolle d’aria nel ghiaccio.
L’intensità del colore blu è determinata dall’assorbimento di luce da parte del ghiaccio e delle bolle in esso presenti. L’intenso contrasto con la superficie bianca del resto delle pianure continentali rende queste aree facilmente osservabili sia da immagine aeree che da riprese di satelliti spaziali. La densità del ghiaccio blu fa apparire queste zone come scure nelle riprese radar.
Le ondulazioni, quando presenti, hanno una forte regolarità nel profilo. Queste ondulazioni, generate dal fenomeno della sublimazione, oppongo la più bassa resistenza aerodinamica tra tutte le possibili superfici naturali in quanto non espongono più di un centimetro di irregolarità alle masse d’aria in movimento.
Sono talvolta presenti morene sovraglaciali originate dall’accumulo di materiale originariamente imprigionato nel ghiaccio, quindi trasportato dai movimenti del ghiaccio e infine portato in superficie dallo scioglimento e dalla sublimazione. In presenza di rocce nel ghiaccio è possibile che si formino delle piccole depressioni denominate fori di crioconite: queste formazioni sono pressoché assenti nelle regioni di ghiaccio blu più prossime alle montagne.
Le regioni di ghiaccio blu sono spesso caratterizzate dalla presenza di intensi venti catabatici con velocità medie di 80 km/h e picchi di anche 200 km/h: questi venti sono in grado di spostare ingenti quantità di neve. La loro colorazione implica una minore albedo rispetto alle zone innevate e quindi una maggior capacità di assorbimento di luce solare che le rende fino a 6°C meno fredde di corrispondenti zone bianche. Questa differenza di temperatura influenza anche lo strato atmosferico sovrastante l’area di ghiaccio blu.
Nella definizione comunemente accettata, una zona glaciale per essere considerata una regione di ghiaccio blu deve presentare una perdita di massa per scioglimento molto bassa, finanche nulla: il che esclude, ad esempio, i ghiacciai e i laghi gelati delle Valli secche McMurdo in cui, sebbene prevalga un fenomeno di sublimazione, hanno nel complesso un processo di perdita di massa più simile a quello dei normali ghiacciai.

## Distribuzione

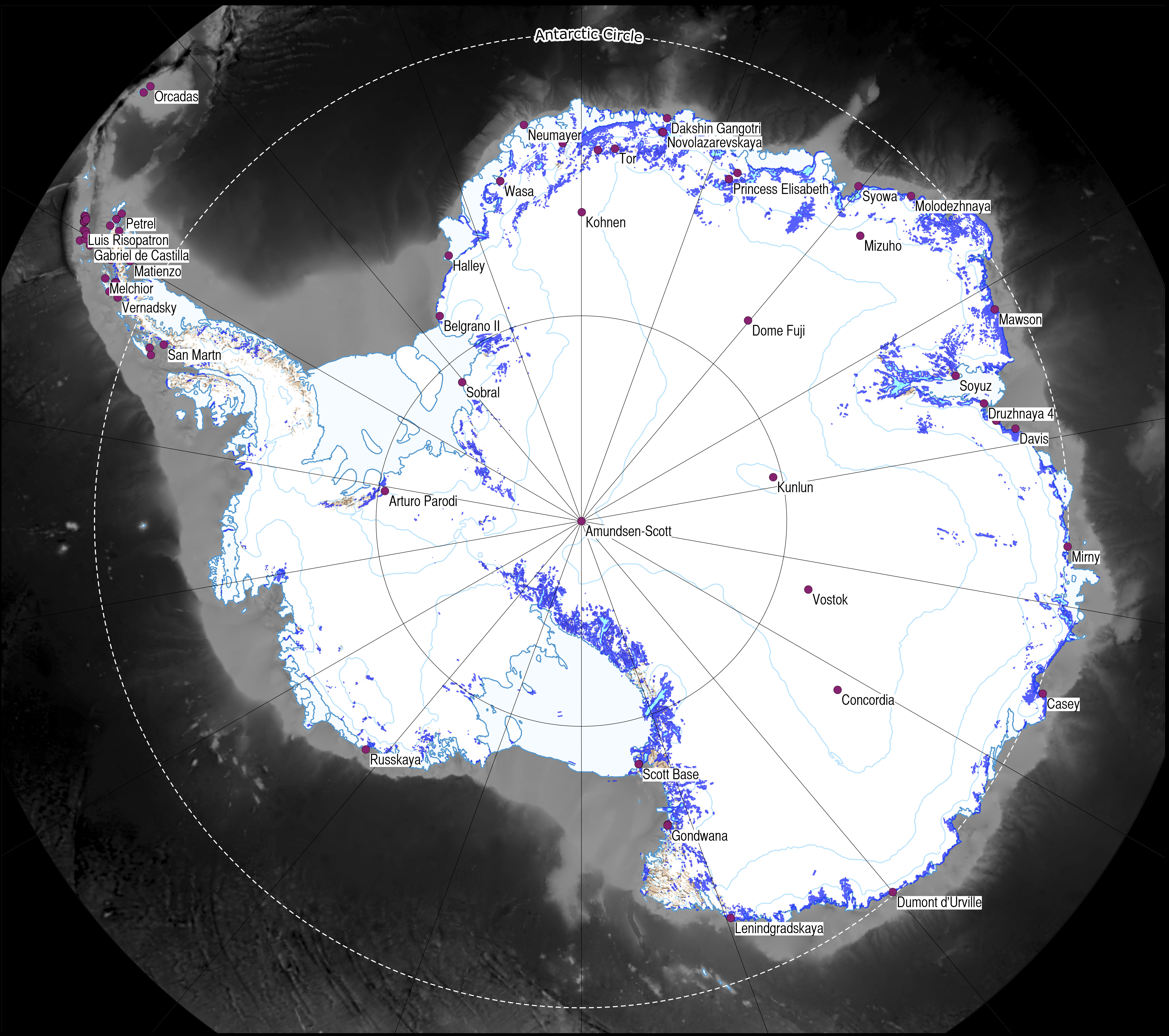
In blu le regioni di ghiaccio blu dell’Antartide.

Le prime regioni di ghiaccio blu furono scoperte tra il 1949 e il 1952 dalla spedizione antartica norvegese-britannica-svedese. Sono state individuate solamente nell’Antartide, sebbene strutture simili siano state segnalate anche in Groenlandia e il ghiaccio blu è comunemente presente in molti ghiacciai del globo.
Pur costituendo solo l’1% della superficie ghiacciata antartica, sono raggruppate in varie zone specifiche del continente, specialmente in prossimità dei rilievi montuosi ma mai in prossimità delle linee costiere.
Sono state individuate nella Terra della Regina Maud, nel bacino del Ghiacciaio Lambert, nei Monti Transantartici, nella Terra Vittoria. Più specificatamente in prossimità delle colline Allan, dei monti della Regina Fabiola (dove è presente la regione Yamato che con i suoi 4.000 km2 è la più estesa delle regioni di ghiaccio blu), dello Scharffenberg-Botnen e dei monti Sør Rondane.
Ad accomunare queste zone sono specifici valore di temperatura e pressione ed una umidità relativa inferiore al 100%.

## Formazione ed evoluzione
Le regioni di ghiaccio blu si formano laddove la quantità di neve asportata dal vento e rimossa dalla sublimazione supera quella della neve precipitata e apportata dal vento, permettendo così agli strati di ghiaccio blu di affiorare. Nella maggior parte dell’Antartide il bilancio netto dell’apporto nevoso è positivo con le eccezioni delle zone costiere, dove prevale lo scioglimento, e delle regioni di ghiaccio blu dove prevale la sublimazione e l’asporto. La sublimazione ha valori che variano tra i 3 e i 350 centimetri per anno (espresso in equivalente liquido) ed è controbilanciata anche dai movimenti della calotta glaciale. I valori di sublimazione diminuiscono al crescere dell’altitudine e aumentano all’innalzarsi delle temperature. La sublimazione pur favorita in estate comunque non cessa durante la stagione invernale. Anche i venti che asportano la neve potrebbero contribuire ad abradere la superficie ghiacciata, sebbene questo fenomeno non sia stato ancora pienamente accertato.
Le regioni di ghiaccio blu, presenti anche nelle zone più fredde dell’Antartide, sono caratterizzate da precipitazioni di modesta intensità e da venti con elevate velocità. Una volta formatesi, le loro superfici lisce, facilitando l’asportazione ad opera dei venti, non agevolano l’accumulo di neve e il loro colore blu, aumentando l’assorbimento di luce solare, favorisce la sublimazione; la combinazione di questi fenomeni contribuisce a mantenere nel tempo la regione, inoltre i venti muovendo aria relativamente più calda comportano che le regioni tendano ad espandersi verso le aree sottovento.
Le regioni di ghiaccio blu sono comuni nelle regioni montagnose. Si ritiene che le irregolarità della superficie topografica da un lato costituiscano un ostacolo allo scorrimento del ghiaccio e dall’altro creino microclimi locali adatti alla formazione di tali regioni. Non è necessario che le formazioni montuose siano esposte, è sufficiente che generino un’irregolarità nella forma della calotta glaciale.
Sebbene la storia delle regioni di ghiaccio blu sia poco nota, si ritiene che inizino a formarsi quando lo spessore del ghiaccio si riduce, tipicamente nelle fasi interglaciali. É comunemente accettato che tali aree non siano esistite nel pieno delle ere glaciali quando la calotta ha raggiunto il massimo spessore. Fluttuazioni nei valori della velocità media dei venti si riflettono in fluttuazioni sull’estensione delle regioni di ghiaccio blu. Il riscaldamento globale, che si prevede porterà ad una riduzione dell’intensità dei venti nell’Antartide, causerà una diminuzione della superficie complessiva delle regioni di ghiaccio blu.
La contrazione termica cui è soggetto il ghiaccio blu può determinare dei criosismi.

## Età
L’età di alcune regioni di ghiaccio blu è stata determinata sulla base dei meteoriti colà ritrovati sebbene il trasporto delle meteoriti con i movimenti del ghiaccio potrebbe determinare errori nella stima. Le regioni di ghiaccio blu più antiche, individuate presso le colline Allan, sembrano avere circa 2,5 milioni di anni e i ghiacci esposti sono databili anche qualche centinaia di migliaia di anni, stimando il valore sulla base della fluidodinamica dei ghiacci, della datazione radiometrica e della stratigrafia orizzontale. Questa vetustà dei ghiacci esposti è determinata dal fatto che lo scorrimento glaciale, ostacolato dalle irregolarità del suolo, tende ad arrestarsi e procede con una velocità determinata quasi interamente dall’intensità della sola sublimazione. Alcune regioni sono nettamente più recenti, ad esempio, sempre presso le colline Allan vi sono regioni databili a 250 000 anni fa, presso le monti della Regina Fabiola vi è la regione Yamato databile a 75 000 anni fa e la regione Larsen databile a soli 25 000 anni.

## Tipologie
Le regioni di ghiaccio blu sono classificate in quattro categorie:
- Tipologia I: si formano in presenza di venti stabili nella direzione e di un ostacolo sul terreno, tipicamente un monte, per effetto dei vortici indotti dall’ostacolo stesso nella zona sottovento; sono le regioni più comuni e in genere di dimensioni inferiori alle altre tipologie, raggiungendo una lunghezza tra le 50 e le 100 volte l’altezza dell’ostacolo;
- Tipologia II: si formano nelle valli glaciali per effetto dei venti catabatici;
- Tipologia III: si formano in aree aperte piane o scoscese soggetti a venti impetuosi;
- Tipologia IV: si formano nelle parti più bassi dei bacini glaciali per effetto dei venti.

## Meteoriti

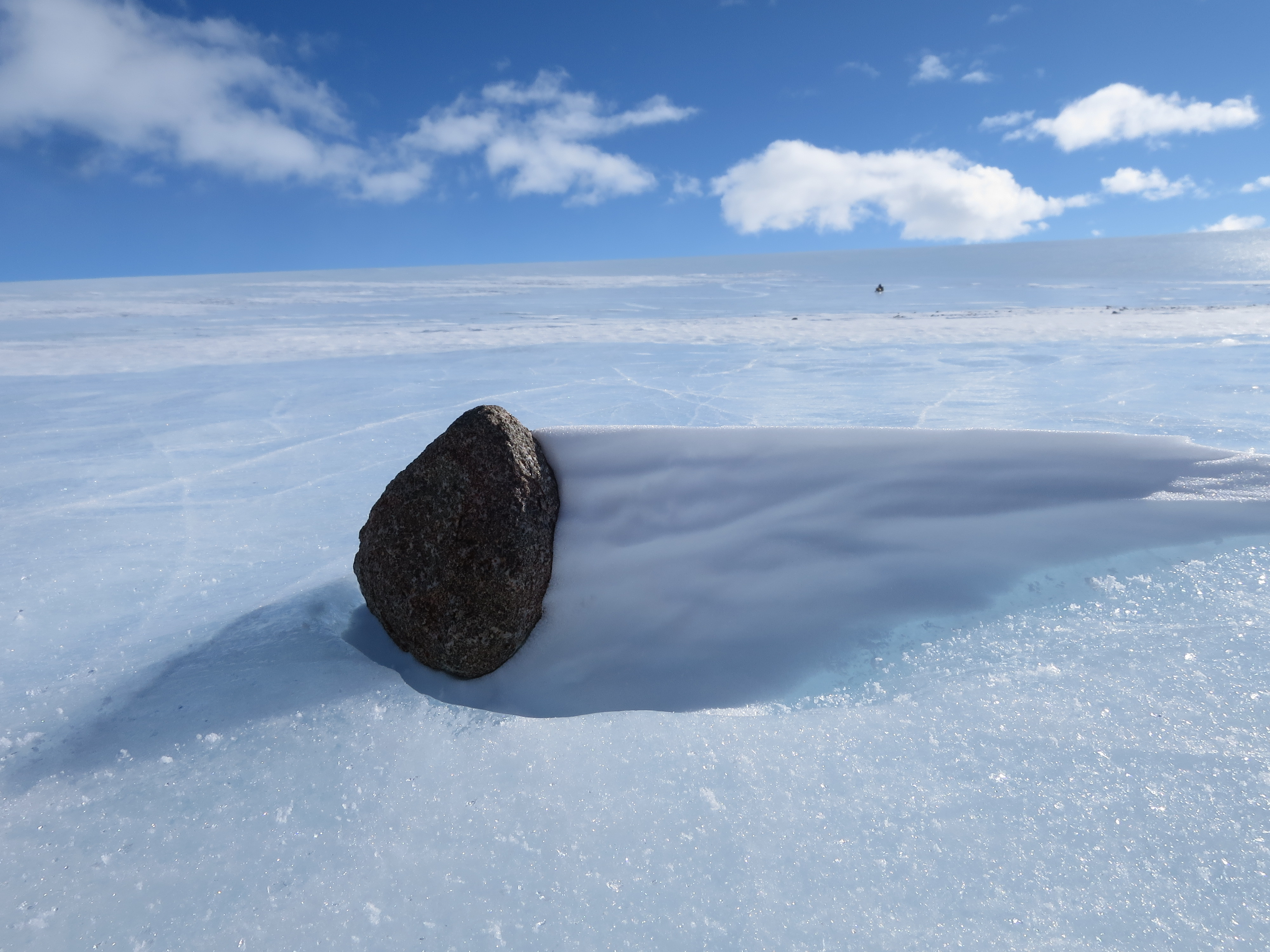
Un meteorite in una regione di ghiaccio blu nelle zona dei monti Miller.

Alcune regioni di ghiaccio blu sono ricchi di meteoriti che, anche se caduti altrove, vengono poi trasportati dai flussi glaciali per riemergere e accumularsi in tali regioni in una sorta di nastro trasportatore. Sono presenti anche meteoriti caduti direttamente nella regione e mai sprofondati nel ghiaccio. Complessivamente oltre 20.000 dei meteoriti noti provengono da queste regioni e costituiscono la maggioranza di quelli finora ritrovati sulla Terra.
Le regioni di ghiaccio blu oggetto di ritrovamento di meteoriti sono più comuni nell’entroterra, rispetto alla zona costiera. Questo si ritiene che dipenda dal maggior riscaldamento solare sulle pietre a bassa quota, che favorisce lo scioglimento del ghiaccio in prossimità della pietra che finisce con lo sprofondare e l’essere intrappolata, nei successivi abbassamenti di temperatura, nel ghiaccio stesso sottraendola alla vista.

## Studi scientifici
Le prime ricerche sulle regioni di ghiaccio blu furono fatte durante la spedizione antartica norvegese-britannica-svedese tra il 1949 e il 1952; ad esse, nel ventennio successivo, seguirono altre ricerche per lo più geologiche e geomorfiche. La scoperta di meteoriti nella regione Yamato portò a un rinnovato interesse scientifico con numerose spedizioni impegnate nella raccolta di meteoriti. Questo di riflesso determinò l’avvio dapprima di ricerche sulle caratteristiche dinamiche e glaciologiche delle regioni e, successivamente, sugli aspetti meteorologici e climatici.

## Utilizzi
Le superfici lisce, piane e dure delle regioni di ghiaccio blu e la mancanza di accumuli di neve sono sfruttate in alcuni casi come piste di atterraggio aereo, sebbene lo scarso attrito offerto dalla superficie costringa a lunghi spazi di decelerazione in cui più che l’azione dei freni si sfrutta la controrotazione delle turbine per ridurre la velocità e arrestare il velivolo.
I ghiacci molto antichi di queste regioni sono utili per la gli studi storici del clima: tramite carotaggi sono stati estratti ghiacci formatisi 1,5 e anche 2,7 milioni di anni fa.